# Istoria Rusiei, 1682-1796

## Petru cel Mare și Imperiul Rus
Petru cel Mare, fiul din a doua căsătorie al țarului Alexei I, a fost la început îndepărtat de cercurile puterii, date fiind luptele pentru controlul tronului dintre facțiunile de la Curtea Imperială. Țarul Alexei a fost urmat pe tron de fiul din prima sa căsătorie, Feodor al III-lea, un băiat bolnăvicios, care a murit în 1682. Petru a devenit co-țar cu fratele lui vitreg, Ivan al V-lea. În realitate, sora lor, Sofia, deținea toată puterea. Ea a condus țara ca regent, în vreme ce tânărului Petru i se permitea să participe la jocurile de război din cartierul străinilor din Moscova. Aceste experiențe ale copilăriei i-au inspirat viitorului țar interesul pentru cunoașterea tehnicilor și tehnologiilor militare occidentale, în special în ingineria militară, redincioase, să împiedice un complot care încerca să o încoroneze pe Sofia ca țarină. Când co-țarul Ivan a murit în 1696, Petru a rămas  
Războiul a dominat cea mai mare parte a domniei lui Petru cel Mare. La început, Petru a încercat să asigure securitatea graniței sudice amenințată de tătări și de Imperiul Otoman. Campania sa de cucerire a forțareței-port de la Marea de Azov a eșuat la început. După ce armata a fost dotată cu primele corăbii de luptă, Petru a cucerit portul Azov în 1696. Pentru a continua războiul cu turcii, Petru a călătorit în Europa în căutare de alaiați. A fost primul țar care a făcut o asemenea călătorie. La început, Petru a vizitat Brandenburgul, Olanda, Anglia și Sfântul Imperiu Roman în timpul a ce s-a numit Marea Misiune Diplomatică. Petru a învățat foarte multe lucruri noi și a angajat sute de specialiști occidentali. Această călătorie a fost scurtată de complotul pus la cale de sprijinitorii Sofiei, care au încercat să o pună pe aceasta pe tronul imperial, tentativă zdrobită de credincioșii țarului rămăși în țară. Petru, reîntors în țară, a ordonat torturarea și uciderea a sute de complotiști, trupurile lor mutilate fiind expuse în locuri publice, ca avertisment pentru viitor. 
Petru nu a reușit în tentativa de creare a unei alianțe europene antiotomane, dar în timpul călătoriei a găsit puteri interesate în declanșarea unui război împotriva Suediei, la vremea aceea o mare putere nord-europeană. Considerând că are o șansă să-și croiască drum către Marea Baltică, Petru a făcut pace cu Imperiul Otoman în 1700, după care a atacat portul Narva de la Golful Finic. Tânărul rege suedez Carol al XII-lea și-a reconfirmat talentul militar, zdrobind armatele rusești. Din fericire pentru Petru, suedezii nu au contraatacat, implicându-se într-o serie de războaie pentru ocuparea tronului Poloniei. În acest timp, Petru a ridicat o nouă armată echipată și antrenată după modelele occidentale. Când armatele celor două state s-au ciocnit din nou în 1709 la Poltava, suedezii au fost înfrânți. Cand regele Carol a căutat scăparea pe teritoriul otoman, Petru a redeschis ostilitățile cu turcii. În 1711, tarul a fost de acord să retrocedeze portul Azov. Marele război nordic, în ciuda victoriei de la Poltava, a continuat până în 1721, când Suedia a fost de acord să semneze Pacea de la Nystad. Prin acest tratat, Rusiei i se recunoștea dreptul de a stăpâni teritoriile baltice pe care le cucerise: Livonia, Estonia și Ingria. Datorită victoriilor și achizițiilor teritoriale, Petru a reușit să deschidă o cale directă de acces a Rusiei către Europa Occidentală. Pentru a sărbători această realizare, Petru s-a proclamat împărat, iar titulatura oficială a țării a fost schimbată în Imperiul Rus în 1721. 
Petru a reușit să cucerească noi teritorii și să transforme țaratul în Imperiul Rus printr-o serie de măsuri importante. El a pus bazele flotei militare ruse, a reorganizat armata terestră conform modelelelor occidentale, a reformat administrația imperială și a mobilizat pentru scopurile militare toate resursele financiare și umane ale Rusiei. În timpul domniei lui Petru, în armată au fost înrolați soldați profesioniști care efectuau servicul militar pe toată durata vieții, soldele fiindu-le plătite din banii publici. Nobililor imperiului li s-a impus să aleagă între serviciul în corpul ofițeresc pentru noua armată, sau în administrația de stat, slujbe pe care erau obligați să le presteze pe toată durata vieții. În 1722, Petru a introdus Lista rangurilor, în care era determinată poziția și statutul unei persoane în conformitate mai degrabă cu serviciile oferite țarului decât cu noblețea nașterii și vechime familiei aristocratice. În conformitate cu noile reguli introduse de împărat, chiar și oamenii de rând puteau urca pe scara socială și puteau fi înnobilați. 
Petru a reorganizat și structura guvernului la fel de profund cum o făcuse și în cazul armatei. Vechile prokazuri au fost înlocuite cu ministere moderne, iar pentru coordonarea politicii guvernamentale a fost înființat un Senat. Reformarea organelor locale ale puterii a avut mai puțin succes, dar schimbările introduse le-a permis guvernelor locale să colecteze taxe și impozite și să mențină ordinea. O parte importantă a reformei guvernamentale a fost încorporarea parțială a Bisericii Ortodoxe Ruse în structura administrativă a țării. Petru a abolit patriarhatul și l-a înlocuit cu un corp colectiv de conducere, Sfântul Sinod, având în frunte un funcționar al statului. 
Petru a reușit să tripleze veniturile bugetare printr-o mulțime de taxe și prin mai buna colectare a acestora. El a introdus un impozit pe cap de om ("capitație"), pentru toți bărbătii cu excepția clerului și aristocraților, ca și o mulțime de taxe indirecte pe alcool, sare și chiar și pe bărbi. Pentru asigurarea cu uniforme și cu arme a armatei, Petru a dezvoltat industriile textilă și metalurgică folosind munca iobagilor. Petru a dorit să asigure Rusiei tehnologii, instituții, învățământ și idei europene. El a impus bărbaților de origine nobile să se instruiască în stil occidental, a înființat școlile primare în care se învățău bazele aritmeticii, scrisul și cititul. A înființat Acedemia Rusă de Știință chiar înainte de moartea sa din 1725. A recomandat adoptarea modei vestimentare, gustului pentru artele și obiceurile occidentale. Rezultatul a fost adâncirea prăpastiei dintre nobilime și marea masă a populației rusești. Cea mai bună ilustrare a măsurilor coercitive, a sprijinului pentru "occidentalizare" și pentru despărțirea de vechile tradiții a reprezentat-o inițierea în 1703 a construcției noii capitale cu aspect occidental, Sankt Peterburg. Orașul a fost construit pe malul Golfului Finlandei, în noile teritorii cucerite de la Suedia. 
Domnia lui Petru cel Mare a ridicat problema "înapoierii" Rusiei prin comparație cu stadiul de dezvoltare a țărilor din Europa Occidentală, ca și problema oportunității adoptării măsurilor reformatoare. În secolul al XIX-lea, se dezbătea public corectitudinea măsurilor pentru deschiderea Rusiei către occident sau a reformelor inițiate de Petru cel Mare, care părea multora o violare a tradițiilor naturale ale Rusiei.

## Epoca revoluțiilor de palat
Petru a schimbat legile de succesiune la tron după ce și-a ucis propriul fiu, Alexei, care se opunea reformelor și care servea pe post de catalizator al grupurilor antireformatoare. Noua lege prevedea că țarul își poate alege propriul succesor. Petru nu a reușit să facă asta în propriul caz mai înainte de a muri în 1725. În deceniile care au urmat, lipsa unor legi clare de succesiune a lăsat monarhia deschisă la intrigi, comploturi, lovituri de stat și contralovituri de stat. Începând din acel moment, factorul crucial al ocupării tronului a devenit sprijinul acordat de trupele de elită care asigurau paza palatului imperial din St. Petersurg.
După moartea lui Petru, soția lui, Ecaterina I, a ocupat tronul. După moartea ei din 1737, nepotul lui Petru cel Mare, Petru al II-lea, a fost încoronat țar. În 1730, Petru al II-lea a murit din cauza variolei, iar Anna Ivanovna, una dintre fiicele lui Ivan al V-lea, (cel care fusese co-țar cu Petru cel Mare), s-a urcat pe tronul imperial. Clica de nobili care i-au asigurat țarinei ascensiunea a încercat să-i impună anumite condiții. În lupta ei împotriva acestor restricții, Anna a avut sprijinul acelei părți a nobilimii care se temea mai mult de oligarhie decât de autocrație. Principiul autocratic de conducere a avut tot timpul, indiferent de luptele haotice pentru putere, un sprijin puternic din partea majorității aristocrației ruse. 
Anna a murit în 1740, iar nepotul ei minor a fost proclamat țar ca Ivan al VI-lea. După mai multe lovituri de palat, până in cele din urmă, tânărul țar a fost înlocuit cu fiica lui Petru cel Mare, Elisabeta (1741-1762). În timpul domniei lui Elisabeta, care a fost mult mai eficientă decât cele ale predecesorilor ei imediați, a început "occidentalizarea" culturii Rusiei. Printre evenimentele culturale notabile s-au numărat înființarea Universității din Moscova (1755) și a Academiei de Arte Frumoase (1757) ca și apariția primului om de știință de talie mondială, Mihail Lomonosov.
În timpul domniei succesorilor lui Petru cel Mare, Rusia a început să joace un rol mult mai activ în afacerile europene. Din 1726 până în 1761, Rusia a fost aliată cu Austria împotriva Imperiului Otoman, care era la rândul lui sprijinit de Franța. În războiul polonez de succesiune, (1733-1735), Rusia și Austria au blocat candidatura franceză la tronul Poloniei. În urma unui război costisitor împotriva Imperiului Otoman, Rusia a recucerit portul Azov. Cea mai mare implicare a Rusiei în afacerile europene a apărut în timpul războiul de șapte ani (1756-1763), ale cărui lupte s-au dat pe trei continente între Marea Britanie și Franțași numeroșii aliați aflați de ambele părți. În acest război, Rusia a rămas aliata Austriei, care în schimb s-a aliat cu Franța împotriva Regatului Prusiei. În 1760, armatele Rusiei au ajuns la porțile Berlinului. Elisabeta a murit în 1762, succesorul acesteia, Petru al III-lea, a aliat țara cu Prusia condusă de regele Frederick cel Mare. 
Petru al III-lea a avut o domnie scurtă și lipsită de popularitate. Deși era unul dintre nepoții lui Petru cel Mare, tatăl lui a fost duce de Holstein-Gottorp, Petru al III-lea fiind crescut în mediul luteran german. De aceea, rușii îl considerau un străin. Petru al III-lea nu a făcut nici un secret din disprețul pentru toate tradițiile rusești. El a creat resentimente puternice în rândurile unor pături largi ale populație, impunând modelul prusac de pregătire militară, lipsindu-și armata de sadisfacția unei victorii militare importante datorită alianței neașteptate cu Prusia și atacând Biserica Ortodoxă Rusă. Folosindu-se de nemulțumirile populației și temându-se pentru propria poziție, soția lui Petru, Ecaterina, și-a detronat soțul printr-o nouă lovitură de palat. Amantul țarinei, Alexei Orlov, l-a asasinat după aceasta pe țarul detronat, astfel încât văduva a fost proclamată împărăteasă în 1762 sub numele Ecaterina a II-a, Împărăteasa Rusiei.

## Maturizarea Imperiului Rus și continuarea expansiunii teritoriale în timpul Ecaterinei cea Mare
În timpul domniei Ecaterinei a II-a, expansiunea teritorială a imperiului a continuat în sud și în vest, iar pe plan intern a avut loc un proces de consolidare a statului. După izbucnirea unui nou război cu turcii în 1768, a fost semnat, în 1774, Tratatul de la Kuciuk-Kainargi. Prin această înțelegere, Rusia câștiga ieșirea la Marea Neagră, iar Crimeea și locuitorii tătări deveneau independenți față de Imperiul Otoman. În 1783, Ecaterina a anexat Crimeea, ceea ce a dus, în 1787, la izbucnirea războiului ruso-turc. În 1792 s-a încheiat tratatul de la Iași, prin care Rusia încorpora regiunile de la sud până la râul Nistru. Condițiile tratatului de pace păreau că aducă ipoteticul "plan grecesc" al Ecaterinei mai aproape de realizare – expulzarea otomanilor din Europa și reînvierea Imperiului Bizantin sub control rusesc. Imperiul Otoman a încetat să mai reprezinte o amenințare majoră pentru Rusia și a fost obligat să accepte o influență tot mai mare a Rusiei în Balcani. 
Expansiunea către vest în timpul domniei Ecaterinei cea Mare a dus la împărțirea Poloniei. Cum Polonia devenea din ce în ce mai slabă în timpul secolului al XVIII-lea, fiecare dintre vecinii ei – Imperiul Rus, Prusia, și Imperiul Austriac – a încercat să-și plaseze propriul candidat pe tronul de la Varșovia. În 1772, cei trei au căzut de acord asupra unei prime împărțiri a teritoriului polonez, prin care Rusia a primit o parte a Belarusiei și Livonia. După această ciuntire teritorială, Polonia a inițiat un program ambițios de reformă, care a inclus și redactarea și adoptarea primei constituții poloneze, care a alarmat facțiunile reacționare atât din Polonia cât și din Rusia. Folosind pericolul radicalismului ca scuză, aceleași trei puteri au intervenit în Polonia și i-au răpit noi teritorii și au abrogat constituția poloneză în 1793. De această dată, Rusia a căpătat cea mai mare parte a Belarusiei și a Ucrainei la vest de Nipru. În 1793, rapturile teritoriale au dus la o răscoală antirusească și antiaustriacă în Polonia, care s-a încheiat cu a treia împărțire în 1795. Rezultatul acestei ultime împărțiri a fost dispariția Poloniei de pe harta politică a Europei. 
Deși împărțirile Poloniei au adus Rusiei prestigiu internațional și un teritoriu vast, acestea i-au creat și noi probleme. După ce a pierdut zona tampon a Poloniei, Rusia a ajuns să aibă granițe comune cu Prusia și Austria. În plus, imperiul a devenit și mai eterogen din punct de vedere etnic, prin absorbirea unui mare număr de belaruși, ucraineni, polonezi și evrei. La început, soarta ucrainenilor și belarușilor, în mare parte iobagi, s-a schimbat foarte puțin sub domnia noului stăpân imperial. Polonezii catolici au resimțit din plin pierderea independenței și s-au dovedit greu de controlat, răsculându-se de mai multe ori în timpul ocupației rusești. Rusia a interzis în 1742 accesul evreilor în imperiu, socotindu-i niște străini. Printr-un decret din 3 ianuarie 1792, a fost înființat în mod oficial regiunea de colonizare, hotărâre prin care se permitea evreilor să se stabilească numai în vestul imperiului, deschizând lunga listă a actelor antisemite și discriminatorii din perioadele care aveau să vină. În același timp, Rusia a abolit autonomia Ucrainei la est de Nipru, a teritoriilor Baltice și a așezărilor căzăcești. Punând accentul pe uniformizarea imperiului, Ecaterina a inițiat politica de rusificare pe care țarii care aveau să-i urmeze au dus-o la extrem. 
Istoricii încă nu au căzut de acord asupra faptului dacă Ecaterina a fost sau nu un monarh luminat, dar cu toții sunt de acord că ea a luptat pentru întărirea autorității guvernului, dezvoltarea resurselor imperiului și efiecientizarea administrației. La început, Ecaterina a încercat să raționalizeze procedurile de guvernare prin legi. În 1767, ea a înființat o Comisie Legislativă, formată în principal din nobili, dar și din orășeni și reprezentanți ai altor categorii, care urma să conceapă legi noi. Deși această comisie nu a reușit să formuleze un nou cod de legi, Instrucțiunile pentru Comisie ale impărătesei a familiarizat un anumit număr de ruși cu principiile legale occidentale. 
În perioada 1768-1774, în timpul unui nou război cu Imperiul Otoman, Rusia a trebuit să facă față unei noi revolte, cea a lui Pugaciov. În 1773, un cazac de pe Don, Emilian Pugaciov, s-a autoproclamat ca fiind reînviatul țar Petru al III-lea . Cazacii și diferite triburi turcice, care resimțeau din plin politica de centralizare a statului rus, muncitorii industriali din Munții Urali dar și numeroși țărani care doreau să scape de iobăgie, s-au răsculat sub conducerea lui Pugaciov. Pugaciov a reușit să capete controlul asupra unor zone de-a lungul râului Volga, dar armata regulată a reușit în 1774 să zdrobească rebeliunea. 
Răscoala lui Pugaciov a hotărât-o pe Ecaterina să reorganizeze administrația provincială. În 1775, ea a împărțit imperiul în provincii și districte funcție de statisticile populației. Ea a hotărât ca fiecare provincie să se bucure de un aparat administrativ, polițienesc și judiciar. Nobilii nu au mai fost obligați să facă parte din aparatul administrativ central al imperiului așa cum stabileau legile promulgate de Petru cel Mare, mulți dintre ei primind însă roluri de conducere importante în administrația regoinală. 
Ecaterina a încercat de asemenea să împartă societatea în grupuri sociale bine definite, în „Statutul stărilor sociale”. În 1785 ea a legiferat statutul pentru nobili și și cel pentru orăseni. Statutul nobililor confirma eliberarea nobililor de serviciul obligatoriu și le-a dat drepturi pe care nici măcar autocrația nu le putea încălca. Statutul orășenilor s-a dovedit mai complicat și până în cele din urmă mai puțin izbutit decât cel al nobililor. Ecaterina nu a reușit să enunțe un statut pentru țărani și nu a reușit să amelioreze starea iobagilor. În felul acesta, reformele sociale ale împărătesei au fost incomplete. 
"Occidentalizarea" Rusiei a continuat în timpul domniei Ecaterinei. Creșterea numărului de cărți și periodice a făcut să crească numărul dezbaterilor intelectuale și ascuțirea criticii sociale. În 1790, Alexandr Nicolaevici Radișcev a publicat lucrarea Clătorie de la St. Petersburg la Moscova, un atac virulent împotriva iobăgiei și autocrației. Ecaterina, deja înspăimântată de Revoluția Franceză, l-a exilat pe Radișcev în Siberia. Radișcev a fost recunoscut mai târziu ca părinte al radicalismului rusesc. 
Ecaterina a realizat multe dintre planurile lui Petru cel Mare și a pus bazele pentru un imperiu modern în secolul al XIX-lea. Rusia a devenit o putere capabilă să intre în competiție în domeniile politic, militar și diplomatic cu vecinii europeni. În 1779, Tratatul de la Teschen dintre Austria și Prusia avea ca puteri garante Franța și Rusia. Acest moment reprezintă acceptarea de către marile puteri europene a Rusie ca egal pe planul politicii internaționale. Elitele culturale au început să se asemene tot mai mult cu elitele culturale vest-europene. Organizarea societății și a sistemului de guvernare, de la instituțiile centralizate ale lui Petru cel Mare la administrația provincială a Ecaterinmei cea Mare, a rămas practic neschimbată până la emanciparea iobagilor din 1861 și, în anumite privințe, până la căderea monarhiei din 1917. Avansarea imperiului către sud în timpul domniei Ecaterinei, inclusiv fondarea orașului Odessa, port la Marea Neagră, a asigurat bazele comerțului rusesc cu cereale din secolul al XIX-lea. 
În ciuda acestor realizări, imperiul pe care l-au clădit Petru I și Ecaterina a II-a a rămas cu numeroase probleme fundamentale nerezolvate. Elita politică și culturală europenizată, înstrăinată de marea masă a rușilor de rând, a ridicat probleme importante despre chiar esența istoriei, culturii și identității rusești. Rusia a reușit să ajungă o putere militară de primă mărime sprijinindu-se pe constrângere și pe conomia de comandă primitivă bazată pe exploatarea iobagilor. Deși dezvoltarea economiei Rusiei asigura autosuficiența țării în secolul al XVIII-lea, ea a rămas nepregătită pentru schimbările Revoluției Industriale care avea să aibă loc în Europa Occidentală. Încercarea Ecaterinei de a organiza societatea în stări corporative a trebuit să facă față schimbărilor produse de Revoluția Franceză, care punea accentul pe cetățeanul individual. Expansiunea teritorială și încorporarea a unui număr tot mai mare de ne-ruși în imperiu a pus bazele pentru viitoarele frământări naționaliste. Mai presus de orice însă, întrebările legate de problema iobăgiei și autocrației văzute din punct de vedere moral au prevestit conflictul dintre intelectualitate și stat care avea să devină problema politică dominantă în secolul al XIX-lea. 
În timpul primilor ani ai secolului al XIX-lea, populația, resursele, diplomația internațională și forțele armate au transformat Imperiul Rus într-unul dintre cele mai importante state din lume. Puterea sa i-a permis să joace un rol din ce în ce mai hotărât în afacerile europene. Această poziție plină de incredere a împins Imperiul Rus într-o serie de războaie împotriva lui Napoleon Bonaparte, cu consecințe extrem de importante pe termen lung pentru întreaga Europă. După o perioadă iluministă, Rusia a devenit un oponent activ al tendințelor liberale din centrul și vestul Europei. 
În interior, populația Rusiei a crescut în mod divers cu fiecare nouă achiziție teritorială. Populația imperiului includea finlandezi, germani baltici, estonieni și unii lituanieni luterani, majoritatea lituanienilor, polonezi și unii dintre letonii catolici, ucraineni și belaruși ortodocși și greco-uniți, popoarele musulmane de-a lungul graniței sudice a imperiului și din Orientul Îndepărtat, greci și georgieni ortodocși și armenii credincioși ai bisericii apostolice armenești. Cum influența occidentală și opoziția la autocrație a continuat să crească neîncetat, regimul a răspuns prin crearea poliției secrete și înăsprirea cenzurii pentru controlul tuturor persoanelor care militau pentru schimbare. Regimul a rămas dependent de economia bazată pe exploatarea iobagilor care trebuiau să suporte exploatarea claselor privilegiate și să asigure suportul economic și uman pentru guvern și forțele armate. Rămanerea în urmă a Rusiei și slăbiciunile moștenite au devenit evidente la începutul secolului al XIX-lea, când Imperiul a fost învins în Războiul Crimeii.

## Notă cu privire la numele imperiului
Teritoriul condus de Dinastia Romanovilor a fost deseori numit "Muscovy" în tările din Europa Occidentală până în secolul al XVIII-lea. Mai înainte de proclamarea Imperiului Rus din 1721, statul era denumit în propriile acte oficiale ca "Rusia" (în limba rusă din secolul al XVII-lea Русія) sau "Rosia" (Росія, probabil sub influența denumirii din limba greacă Ρωσια), un nume derivat din denumirea tradițională a popoarelor slave timpurii – rusi (pусь). Denumirea modernă a țării Россия - Russia (cu dublu s) a devenit oficială după 1713. 